# Fritz Hartung (Historiker)

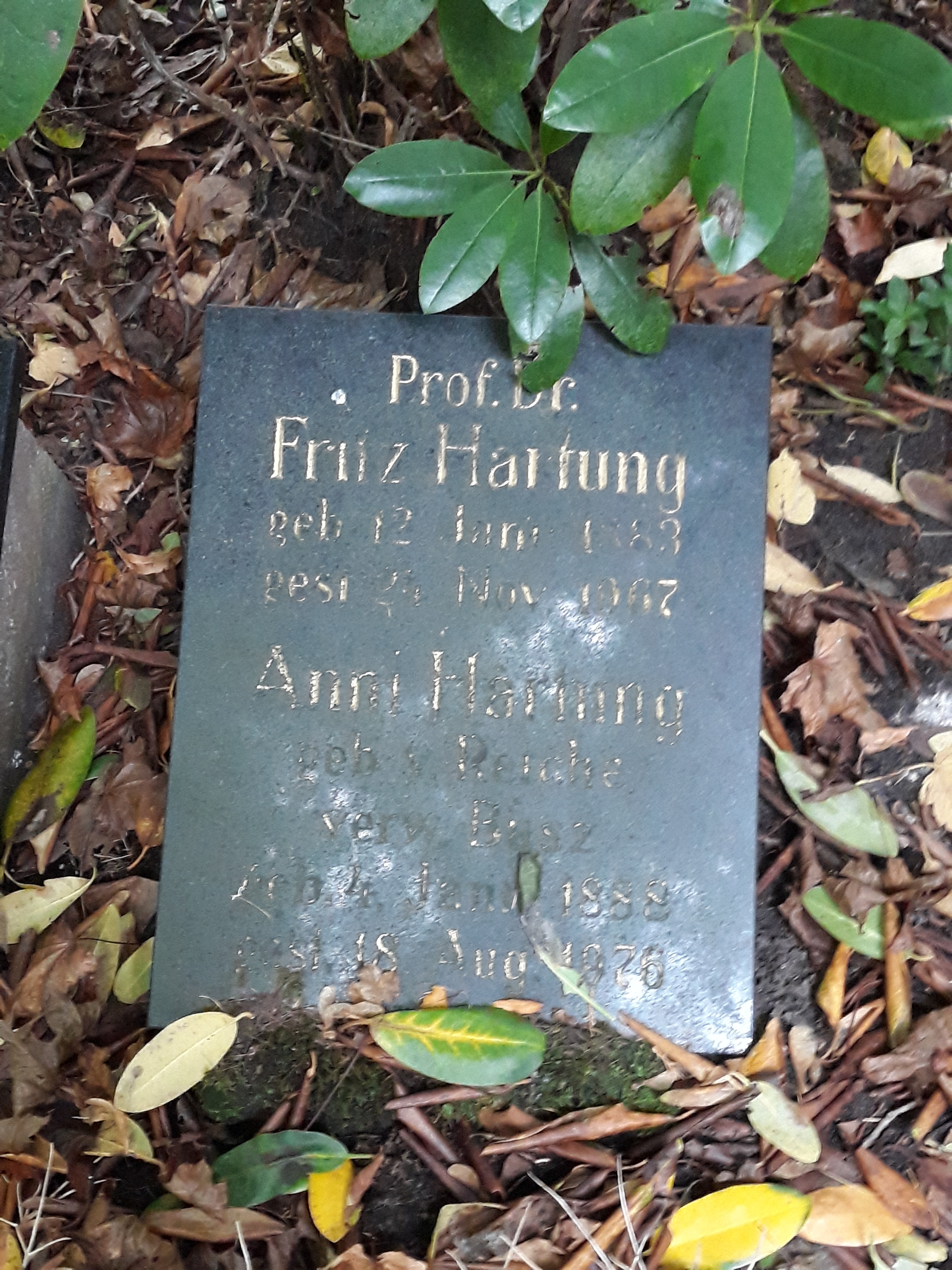
Das Grab von Fritz Hartung und seiner Ehefrau Anni auf dem Friedhof Ohlsdorf in Hamburg.

Fritz Hartung (* 12. Januar 1883 in Saargemünd; † 24. November 1967 in Berlin-West) war ein deutscher Historiker.

## Leben und Wirken
Nach dem Abschluss des Gymnasiums in Berlin im Jahr 1901 studierte Fritz Hartung Geschichte, Philosophie und Nationalökonomie an der Berliner Universität und an der Universität Heidelberg. Der Schwerpunkt lag dabei auf dem Studium der Verfassungs- und Rechtsgeschichte. Er wurde 1906 mit einer Arbeit über Karl August von Hardenberg und die Verwaltung in Ansbach-Bayreuth promoviert. Anschließend war Hartung als wissenschaftlicher Mitarbeiter der Gesellschaft für fränkische Geschichte in Würzburg beschäftigt. Im Jahr 1910 habilitierte er sich an der Universität Halle bei Richard Fester mit einer Arbeit über Karl V. und die deutschen Reichsstände im Fach Verfassungsgeschichte. Im Jahr 1915 nahm Hartung als Soldat am Ersten Weltkrieg teil, wurde aber bereits 1916 krankheitsbedingt wieder entlassen. Er war von 1917 bis 1918 Mitglied der Freikonservativen Partei.
1922 wurde Hartung an die Universität Kiel berufen, ging aber schon ein Jahr später als Professor für allgemeine Verfassungsgeschichte der Neuzeit und Nachfolger von Otto Hintze und Willy Andreas nach Berlin. Außerdem lehrte er Verwaltungsgeschichte sowie Wirtschaftsgeschichte und Wirtschaftspolitik. Diese Stellung behielt er über die Regimewechsel von der Weimarer Republik zur Zeit des Nationalsozialismus und 1945 zur Besatzungszeit bis zu seiner Emeritierung 1949 in der Entstehungszeit der DDR. Während der NS-Zeit geriet er mehrmals in Konflikte mit dem Wissenschaftsminister Bernhard Rust, auch trat er 1935 als scharfer Kritiker des einflussreichen Juristen Carl Schmitt hervor.
Von nachhaltiger Bedeutung war Hartungs bereits 1914 erstmals veröffentlichte Deutsche Verfassungsgeschichte, die bis 1969 neun Auflagen erlebte. Seine 1920 in erster Auflage publizierte Deutsche Geschichte von 1871–1919 erschien bis 1952 in mehreren, ebenfalls neu bearbeiteten Auflagen. Beide Bücher waren über längere Zeit Standardwerke in ihren Gebieten. Hinzu kamen zahlreiche weitere Arbeiten, die zeitlich von der Frühen Neuzeit bis in die Zeit nach dem Zweiten Weltkrieg reichten. Auch seine Quellensammlung Die Entwicklung der Menschen- und Bürgerrechte von 1776 bis zur Gegenwart erlebte mehrere Auflagen.
Hartung war Mitglied der Preußischen Akademie der Wissenschaften, später der Deutschen Akademie der Wissenschaften zu Berlin und dort von 1925 bis 1958 für die Herausgabe der Jahresberichte für deutsche Geschichte verantwortlich.
Hartung war Schüler von Max Lenz, von Erich Marcks und vor allem von Otto Hintze, der sein Doktorvater wurde und von dem seine ausgeprägte Neigung zu verfassungsgeschichtlichen Themen stammte. Zwischen 1941 und 1943 gab er, allerdings von der nationalsozialistischen Zensur behindert, eine dreibändige Auswahl der Aufsätze Hintzes aus dessen Nachlass heraus, die in den 1960er Jahren von Gerhard Oestreich neu herausgegeben wurde.
Hartung lebte auch nach 1945 am Schlachtensee in West-Berlin, lehrte aber noch bis 1948 an der Humboldt-Universität in Ost-Berlin; einen Ruf an die Freie Universität in Berlin-Dahlem lehnte er ab. Anschließend war er noch bis 1958 an der (in Ost-Berlin beheimateten) Deutschen Akademie der Wissenschaften tätig, u. a. als Betreuer verschiedener Akademieprojekte. Nach Konflikten mit den marxistischen Historikern in der Akademie, vor allem Alfred Meusel, gab er diese Tätigkeit schließlich auf.
Hartungs Nachlass wird in der Staatsbibliothek zu Berlin, Preußischer Kulturbesitz, Haus 2 (Potsdamer Straße) aufbewahrt.

## Schriften (Auswahl)
- Hardenberg und die preußische Verwaltung in Ansbach-Bayreuth von 1792 bis 1806, Tübingen 1906 (zugleich: Dissertation).
- Karl V. und die deutschen Reichsstände von 1546–1555. Mit einem Vorwort zum Nachdruck von Gerhard Oestreich, Darmstadt 1971 (zugleich: Habilitationsschrift, Universität Halle 1910).
- (Bearb.): Geschichte des fränkischen Kreises. Darstellung und Akten. Bd. 1: Die Geschichte des fränkischen Kreises von 1521–1559, Leipzig 1910 (= Veröffentlichungen der Gesellschaft für fränkische Geschichte, 2,1), Digitalisat.
- Deutsche Verfassungsgeschichte vom 15. Jahrhundert bis zur Gegenwart, Leipzig/Berlin 1914; 2. Aufl. 1922; 3. Auf. 1928; 4. Aufl. 1933 (= Grundriß der Geschichtswissenschaft, 2,4); Stuttgart 5. Aufl. 1950; 6. Aufl. 1954; 7. Aufl. 1959; 8. Aufl. 1964; 9. Aufl. 1969.
- Deutsche Geschichte von 1871 bis 1914, Bonn/Leipzig 1920.
- Deutsche Geschichte vom Frankfurter Frieden bis zum Vertrag von Versailles 1871–1919, Bonn/Leipzig 2. Aufl. 1924; 3. Aufl. 1930; 4. Aufl. 1939; 5. Aufl. 1941; 6. Aufl. 1952.
- Volk und Staat in der deutschen Geschichte. Gesammelte Abhandlungen, Leipzig 1940.
- Studien zur Geschichte der preußischen Verwaltung. Tl. 1: Vom 16. Jahrhundert bis zum Zusammenbruch des alten Staates im Jahre 1806, Berlin 1942 (= Abhandlungen der Preußischen Akademie der Wissenschaften, 1941, phil.-hist. Klasse, 17); Tl. 2: Der Oberpräsident, Berlin 1943 (= Abhandlungen der Preußischen Akademie der Wissenschaften, 1943, phil.-hist. Klasse, 4).
- (Hrsg.): Die Entwicklung der Menschen- und Bürgerrechte von 1776–1946, Berlin 1948 (= Quellensammlung zur Kulturgeschichte, 1).
- Staatsbildende Kräfte der Neuzeit. Gesammelte Aufsätze, Berlin 1961.